# Johann I. Josef (Liechtenstein)

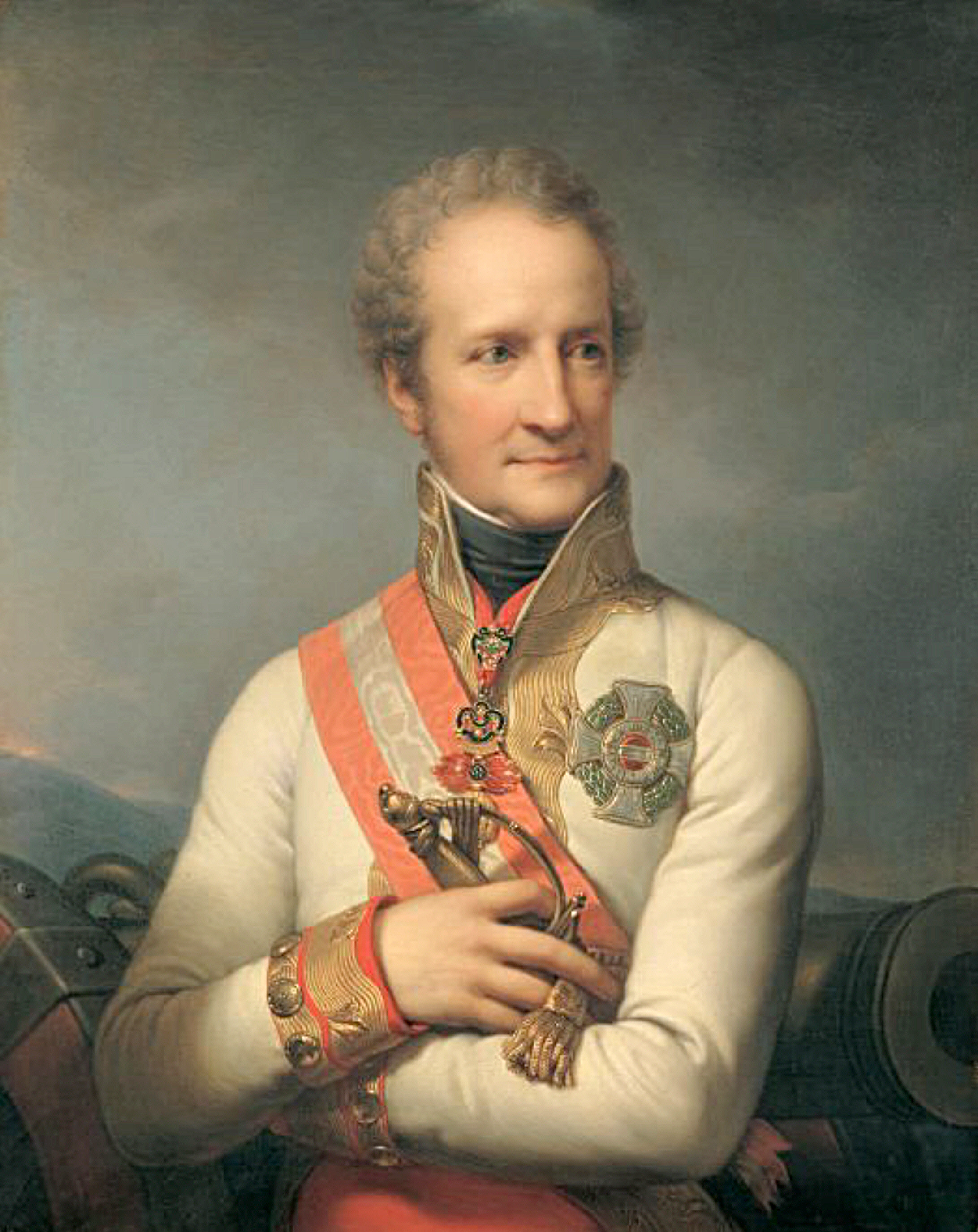
Johann I. Josef von Liechtenstein. Porträt von Johann Lampi, Heeresgeschichtliches Museum

Johann I. Josef von Liechtenstein, Kupferstich von Franz Xaver Stöber

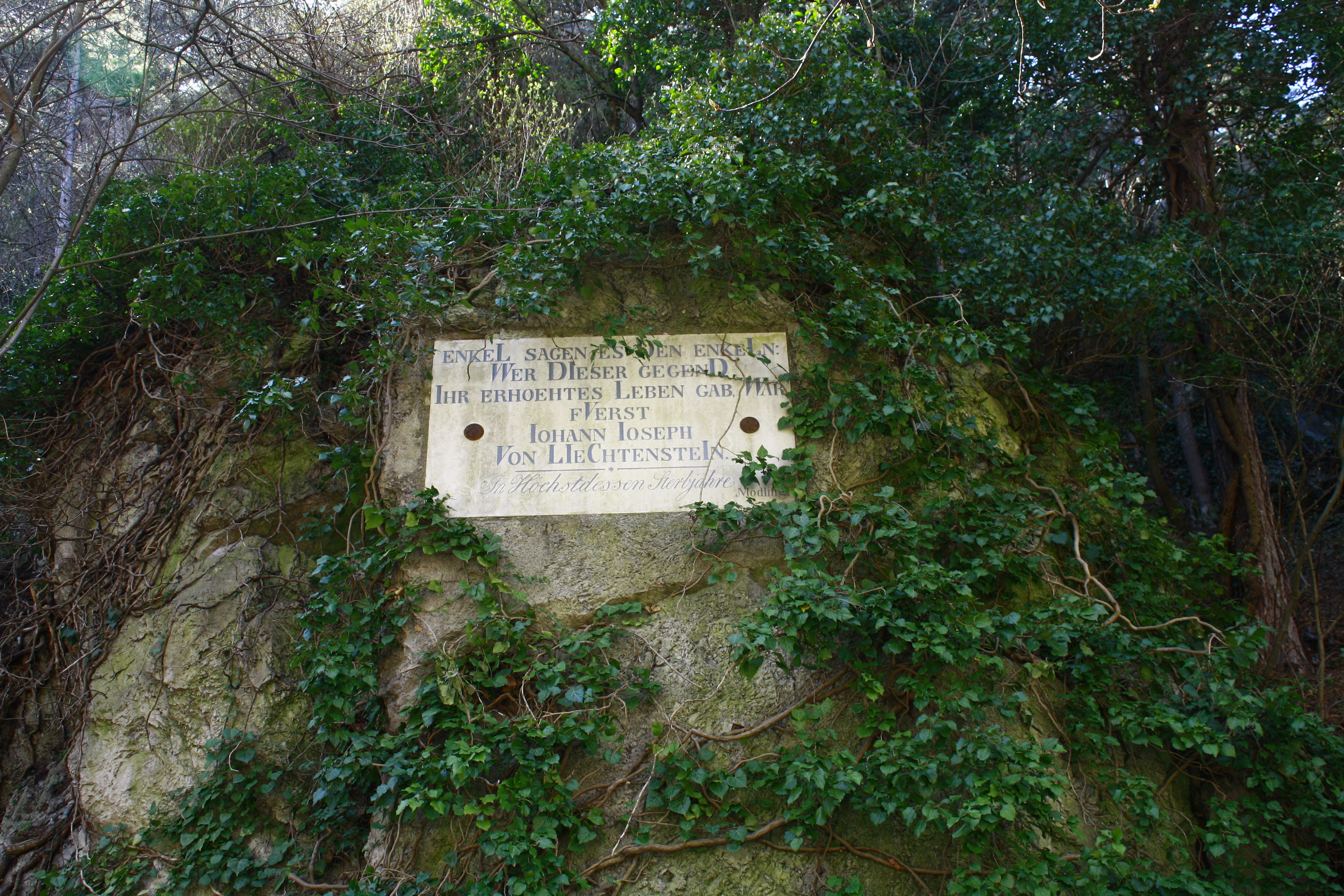
Gedenktafel in Mödling im heutigen Naturpark Föhrenberge

Johann Joseph Fürst von Liechtenstein, Herzog von Troppau und Jägerndorf (* 26. Juni 1760 in Wien; † 20. April 1836 ebenda) war ein österreichischer Feldmarschall und 10. Fürst von und zu Liechtenstein.

## Biografie

### Militärkarriere
Johann I. Josef wurde als sechstes Kind des Fürsten Franz Josef I. und seiner Gattin Marie Leopoldine Gräfin von Sternberg geboren. 1782 begann er seine militärische Karriere als Leutnant bei den Anspach-Kürassieren. 1783 war er Rittmeister.
Im Türkenkrieg war er 1790 bereits zum Oberisten und Kommandeur des Regiments Kinsky der Chevaulegers avanciert. In Kroatien nahm er im Feldzug des K. u. k. Kroatischen Armeekorps unter dem Kommando von Feldzeugmeister Joseph Nikolaus Baron de Vins in die besetzten Gebiete von Türkisch-Kroatien teil. Er zeichnete sich dabei während der Schlacht von Cetingrad aus.
Johann von Liechtenstein zeichnete sich auch im Ersten Koalitionskrieg aus, unter anderem im Gefecht bei Avesnes-le-Sec. Daher wurde er bereits 1794 zum Generalmajor ernannt. Er entschied am 19. Juni 1799 die Schlacht an der Trebbia, nahm dann – nachdem er zum Feldmarschallleutnant befördert worden war – am 15. August an der Schlacht bei Novi teil und eroberte am 4. Dezember Cuneo. Nach der Schlacht bei Hohenlinden am 3. Dezember 1800 deckte er den Rückzug der geschlagenen österreichischen Armee.
Obgleich ihm durch den Tod seines Bruders Alois I. Josef am 25. März 1805 das Fürstentum Liechtenstein zugefallen war, übernahm er als Feldmarschall-Lieutenant im Krieg mit Frankreich das Kommando eines Armeekorps und nahm mit der österreichischen Kavallerie in der Dreikaiserschlacht bei Austerlitz am 2. Dezember 1805 teil. Als Abgesandter Österreichs handelte er zunächst den Waffenstillstand, später den Frieden zu Pressburg aus. 1806 wurde er von Kaiser Franz I. zum Kommandeur der Stadt und Festung Wien ernannt. 1809 kämpfte er als Kommandeur der Kavallerie gegen Napoleons Armee bei Aspern und Essling (21./22. Mai), Wagram (5./6. Juli) und Znaim und handelte erneut den Waffenstillstand aus. Nach dem Rücktritt Erzherzogs Karl übernahm Fürst von und zu Liechtenstein am 31. Juli als Generalissimus den Oberbefehl über die Armee und schloss am 14. Oktober den Frieden von Schönbrunn ab. Da der Staat die Tributzahlung von zehn Millionen Gulden nicht aufbringen konnte, übernahm Fürst Johann Josef die Bürgschaft bei den Banken. Ab 12. September 1809 war er Feldmarschall. Im gleichen Jahr 1809 verliess er als Oberbefehlshaber die Österreichische Armee und widmete sich fortan seinem Land.

### Regentschaft
Nach dem Tod seines kinderlosen Bruders Alois I. Joseph erbte er am 25. März 1805 das Majorat und wurde damit zum 10. Fürsten und Regent des Hauses. Am 12. Juli 1806 nahm Napoleon Bonaparte das Fürstentum Liechtenstein als 16. Staat in den Rheinbund auf – ohne den Fürsten zu fragen. Das Land erhielt damit erstmals seine Souveränität. Fürst Johann I. unterzeichnete die Rheinbundakte nie, fühlte sich nach wie vor dem Kaiser verpflichtet und trat das Land formell an seinen minderjährigen Sohn Karl Johann ab. Er führte 1806–1813 vormundschaftlich die Regierung und trat nach Zerfall des Rheinbundes wieder selbst an die Regierungsspitze. 1814/15 stellte das Land ein kleines Kontingent gegen Napoleon und wurde am 8. Juni 1815 durch Bundesakte Mitglied des Deutschen Bundes, was einer Bestätigung der Souveränität durch die anderen Staaten gleichkam. Der Fürst erliess am 9. November 1818 eine landständische Verfassung. Er erklärte ab 1812 das österreichische Allgemeine bürgerliche Gesetzbuch (öABGB), die Allgemeine Gerichtsordnung, das Strafgesetz und die Strafprozessordnung für Liechtenstein verbindlich (siehe FL-ABGB). 1805 führte er die „Normalschule“, die Schulpflicht in Liechtenstein ein; 1827 erliess er ein neues Schulgesetz für allgemeine öffentliche Schulen.

### Bauherr und Naturgestalter

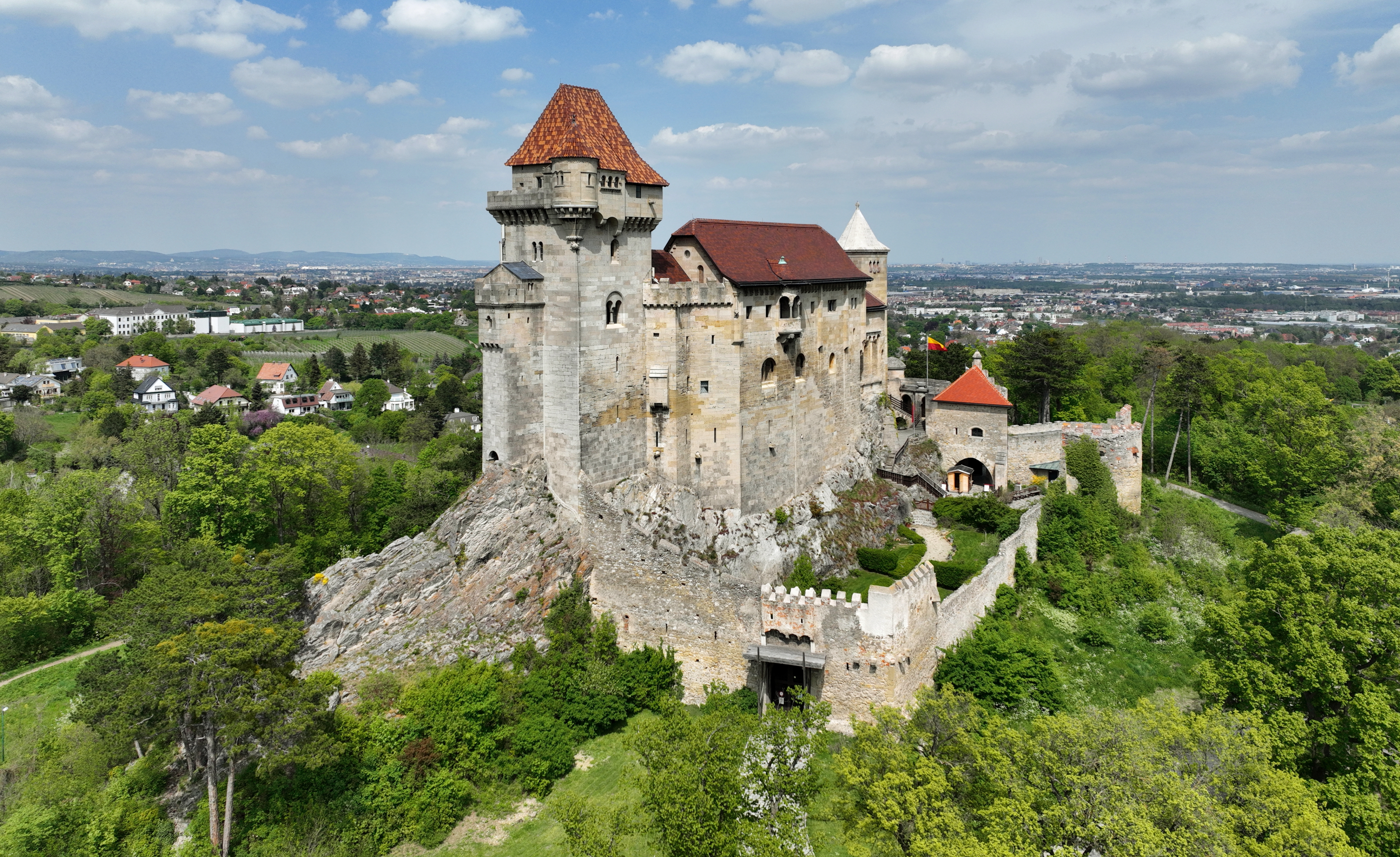
Burg Liechtenstein, die er kaufte und wiederinstandsetzen ließ

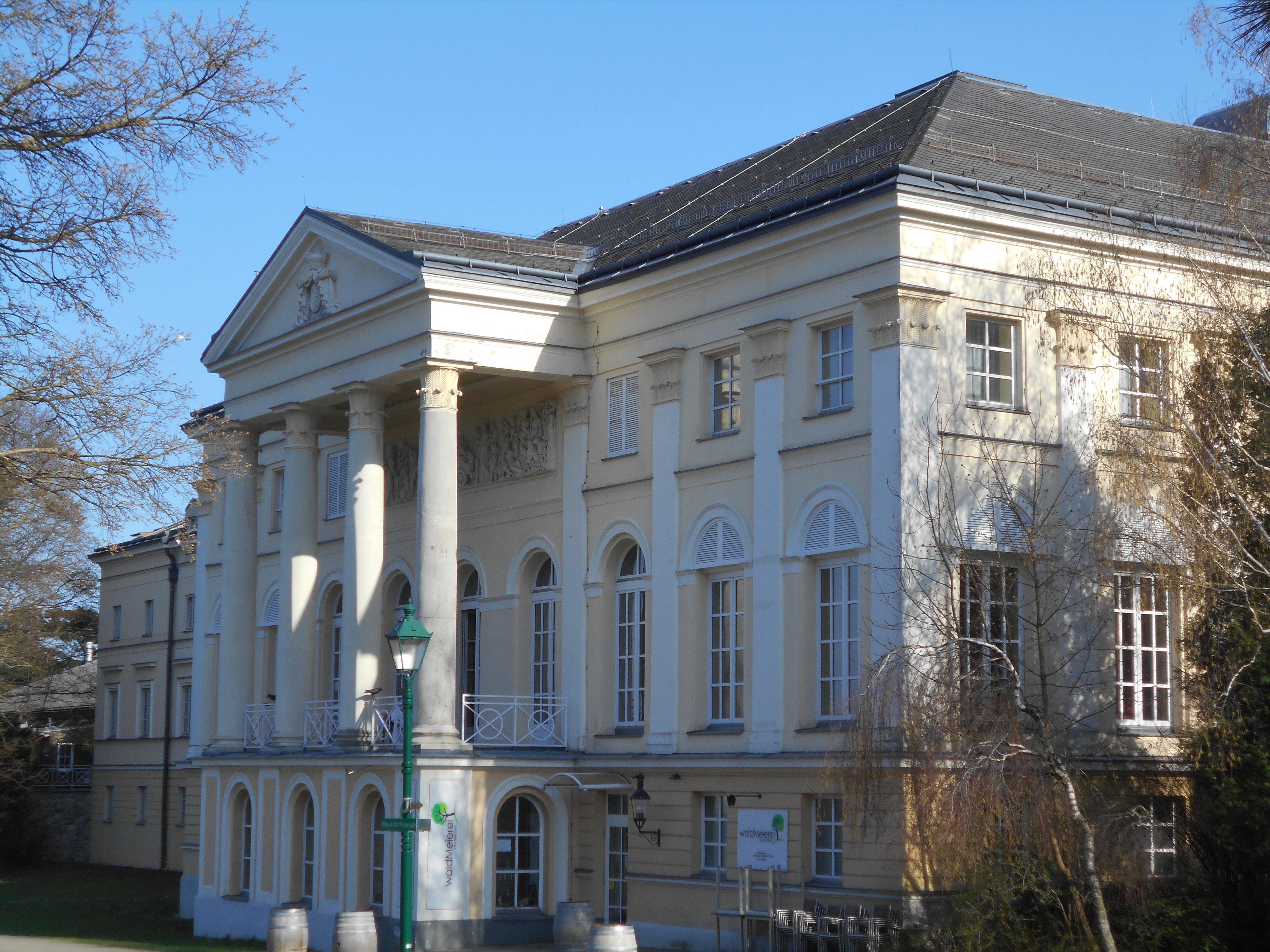
Schloss Liechtenstein am Fuss der gleichnamigen Burg

Johann Josef ist als Naturgestalter bedeutend. Er gestaltete um die liechtensteinischen Schlösser in Österreich und Südmähren englische Landschaftsgärten, die er mit Staffagebauten ausstattete, darunter dem Zeitgeschmack entsprechend künstliche Ruinen.
1806 kaufte er die im 13. Jahrhundert verlorene Stammburg Liechtenstein in Maria Enzersdorf/Niederösterreich und baute sie im romantischen Sinn um. 1820–21 ließ er auf dem Gutshof neben der Burgruine das klassizistische Schloss Liechtenstein erbauen, das ihm für seine Aufenthalte vor Ort diente. Der weitläufige Naturpark um die Burg erstreckte sich über den Kalenderberg und den Kleinen Anninger bis zur Hinterbrühl und nach Sparbach. 1820 errichtete er am Fuße des Burgfelsens das klassizistische neue Schloss Liechtenstein. Burg, Schloss und großteils auch die Staffagebauten stehen heute unter Denkmalschutz:
- „Husarentempel“ auf dem Kleinen Anninger (ein an die Schlacht bei Aspern erinnerndes Kriegerdenkmal in Form eines klassischen Tempels, eigentlich Tempel des Kriegsruhms)
- „Amphitheater“ auf dem Kalenderberg (eine künstliche Ruine als Aussichtswarte in halbrunder Form)
- „Augengläser“ auf dem Kalenderberg (eine künstliche Ruine als Aussichtswarte mit zwei Spitzbogenfenstern)
- „Pfefferbüchsel“ auf dem Kalenderberg (eine Kapelle, die wegen ihrer Dachkonstruktion so genannt wurde, heute sind nur mehr die Grundmauern erhalten)
- „Schwarzer Turm“ auf dem Kalenderberg (eine künstliche Ruine in Form eines runden Turms)
- Künstliche Ruine auf dem Rauchkogel
- Künstliche Ruine auf dem Halterkogel
- Köhlerhausruine (eine künstliche Ruine im heutigen Naturpark Sparbach)
- Dianatempel (eine künstliche Ruine, ebenfalls im Naturpark Sparbach)

Landschaftsgärten wurden auch bei den ausgedehnten Besitzungen der Liechtensteins in Südmähren (heute Kulturlandschaft Lednice-Valtice) angelegt, auch dafür wurden Staffagebauten errichtet, beispielsweise der „Dianatempel“ (ein Triumphbogen bei Schloss Feldsberg) oder die künstliche Ruine Janův Hrad (Ruine Hansenburg).
Auch beim damals liechtensteinischen Schloss in Hadersfeld ließ er einen Park errichten, davon ist noch ein Obelisk erhalten.

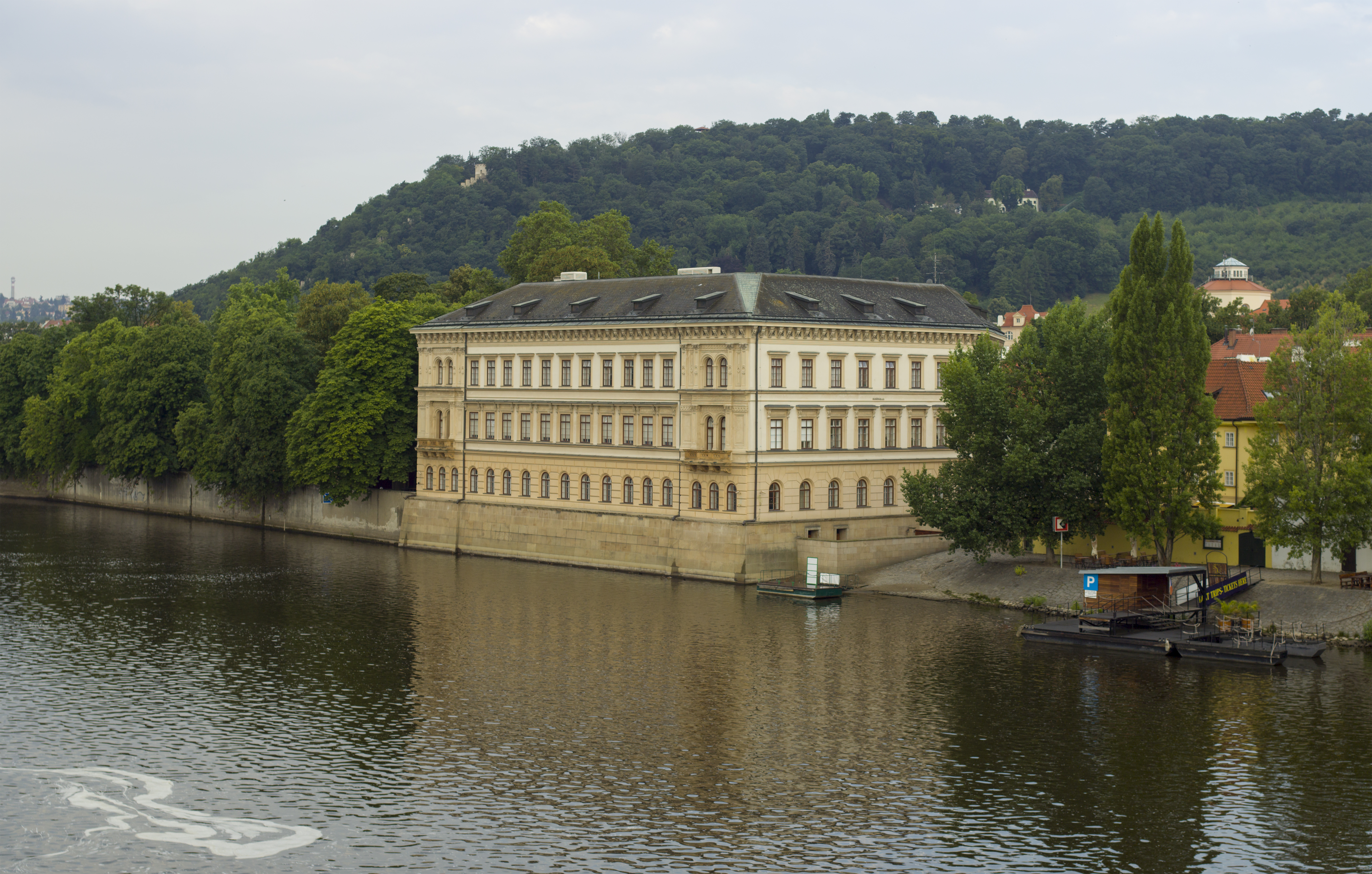
Palais Liechtenstein in Prag (vormals Palais Kaiserstein)

Bei Seebenstein entstand 1824 die Ruine Türkensturz, bei Schloss Loosdorf, für das er auch den Garten umgestaltete, die Ruine Hanselburg.
Viele Staffagebauten sind nicht mehr erhalten, etwa die „Phoenixburg“ auf dem Kleinen Anninger, die unweit des Husarentempels lag.
In Wranau liess er die zu klein gewordene Familiengruft durch Umbau der Unterkirche erweitern.
Auf der Prager Kleinseite steht am Kleinseitner Ring das von Fürst Karl I. 1622 aus fünf Bürgerhäusern zusammengefasste Palais Liechtenstein, welches 1825 verkauft wurde. Fürst Johann I. Josef erwarb 1831 das um 1690 erbaute Palais Kaiserštejn, ließ die beiden Türme über der Moldau entfernen und es mit einer klassizistischen Fassade versehen. 1864 wurde das inzwischen Palais Liechtenstein genannte Gebäude von seinen Erben wieder verkauft.  

#### Galerie von Künstlichen Ruinen

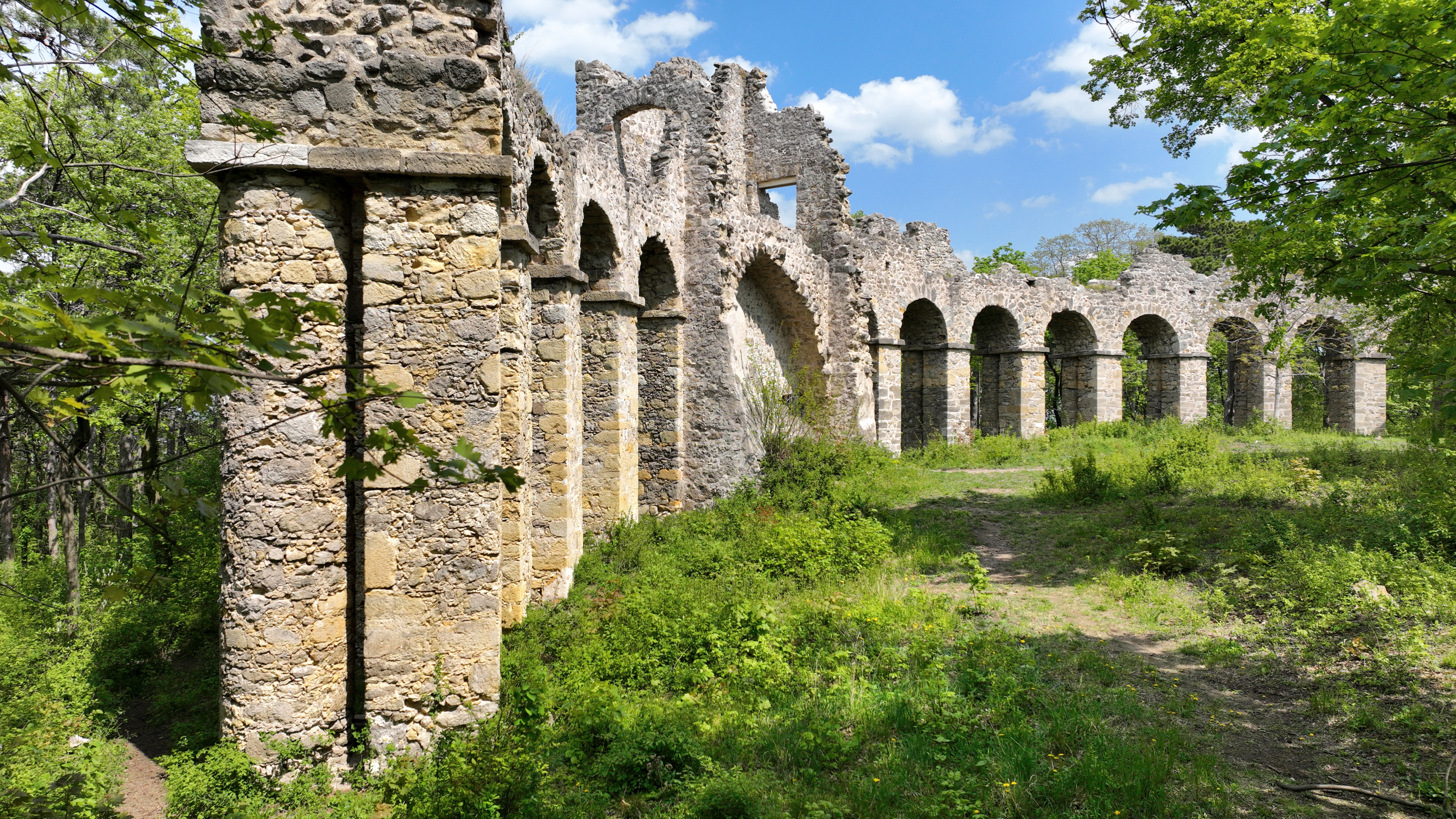
Ruine „Amphitheater“
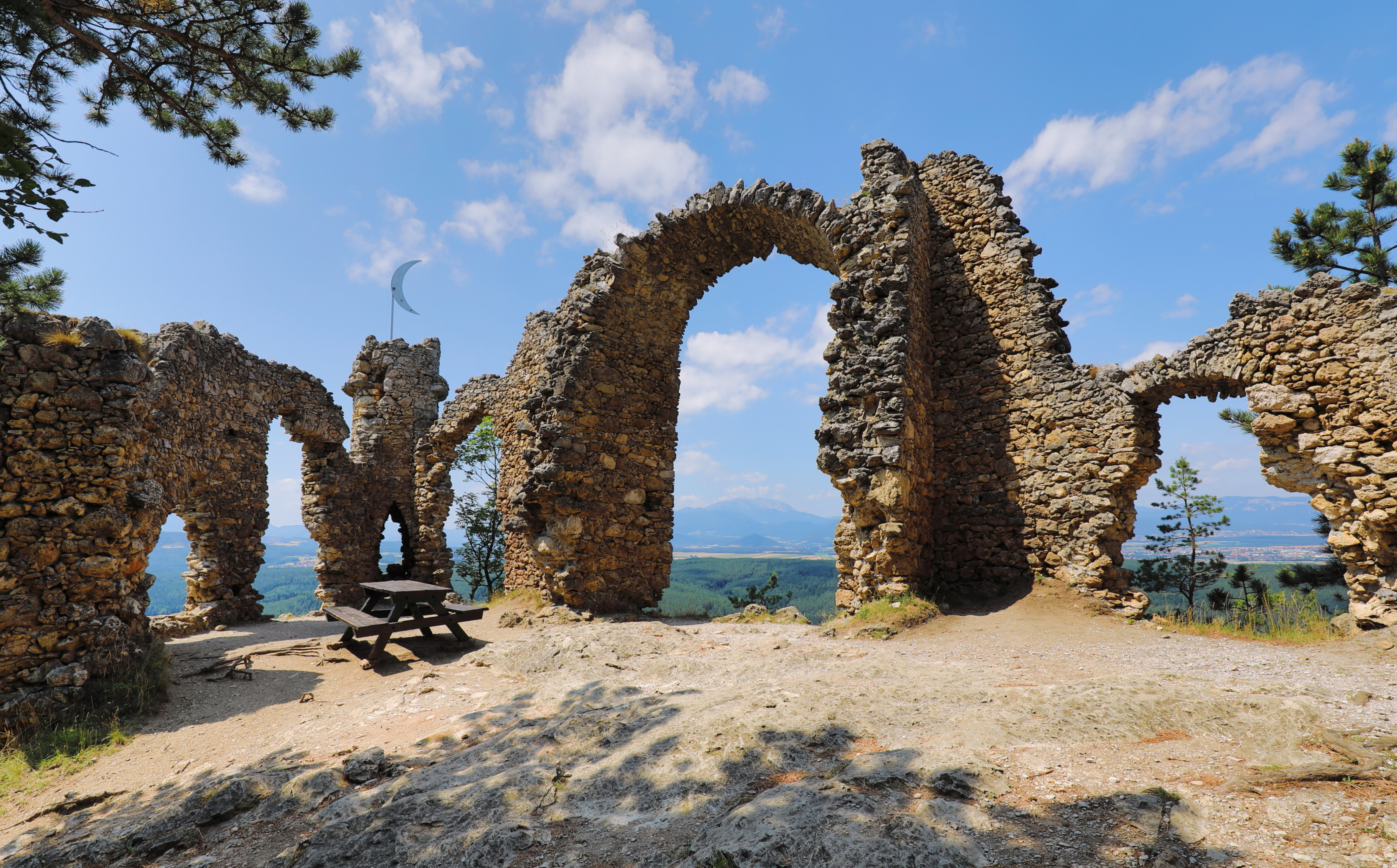
Ruine „Türkensturz“
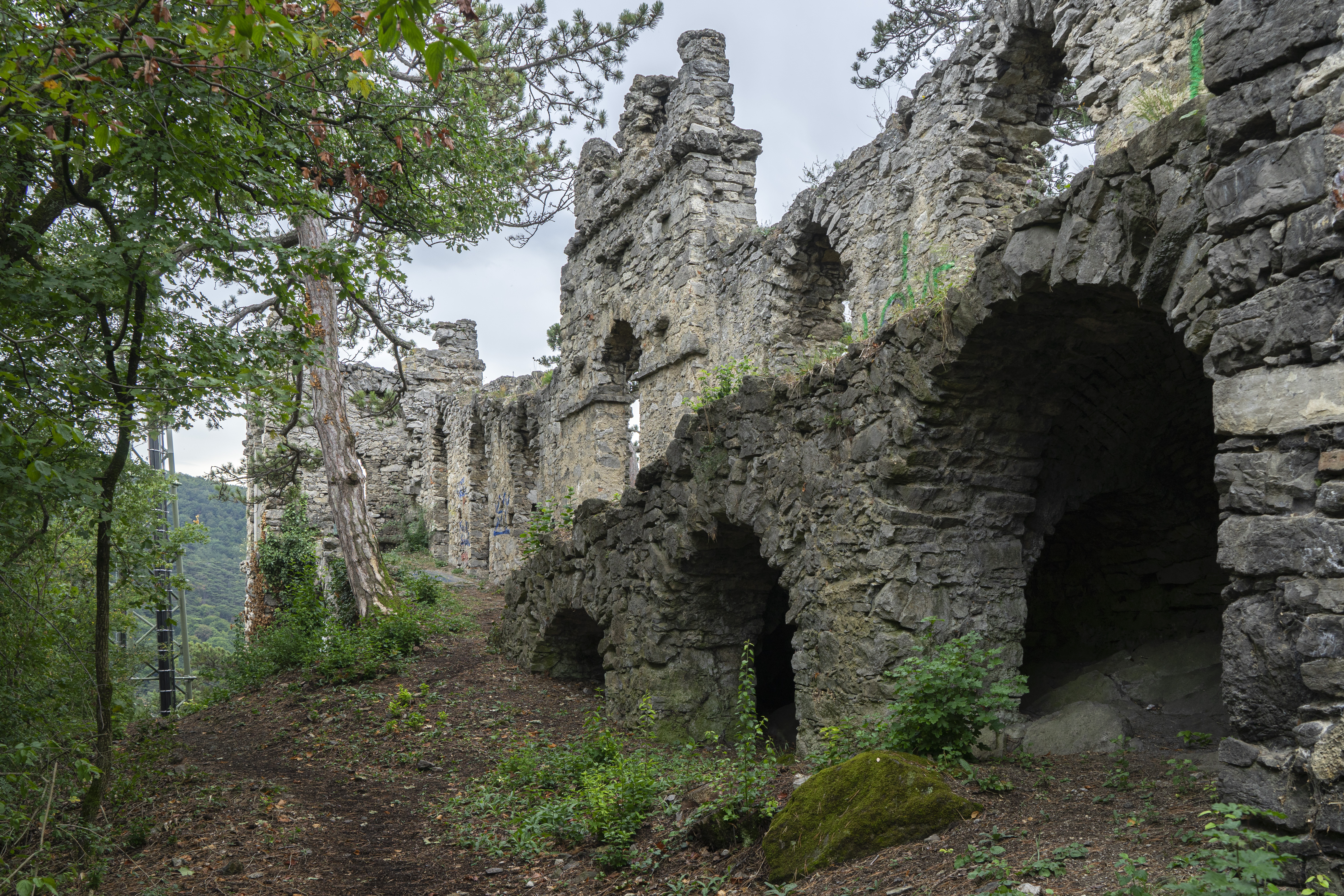
„Römerwand“
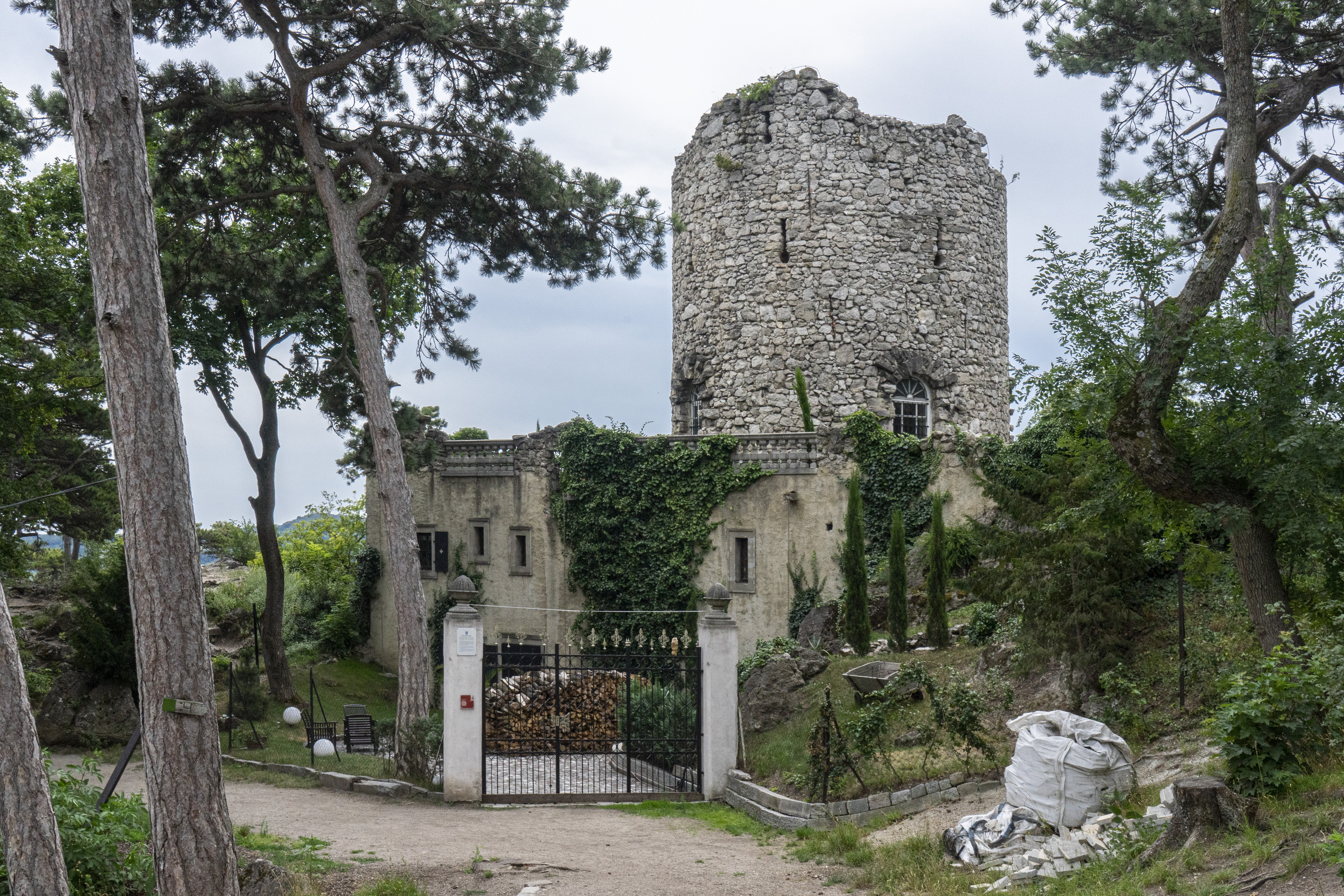
Der „Schwarze Turm“
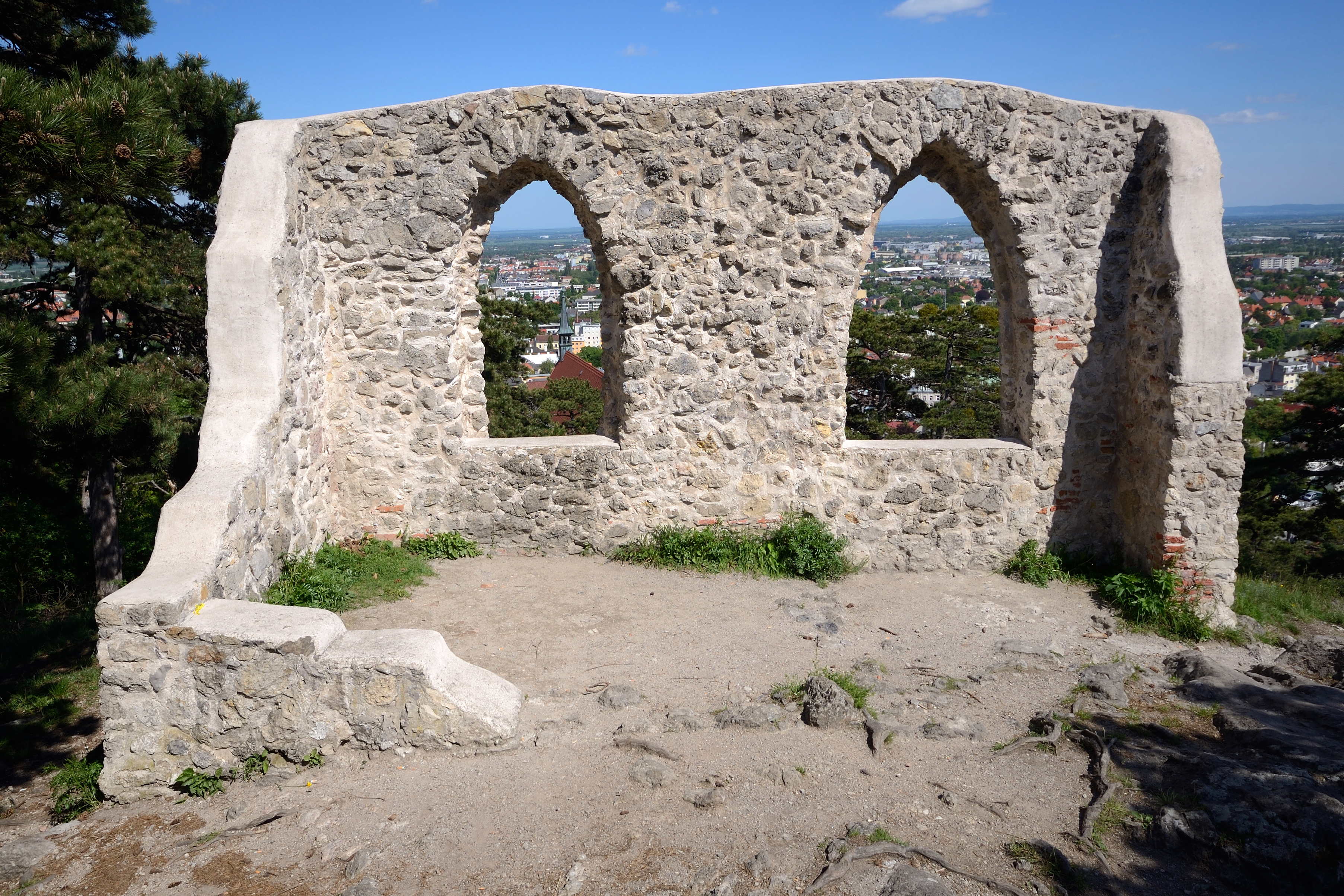
Die „Augengläser“
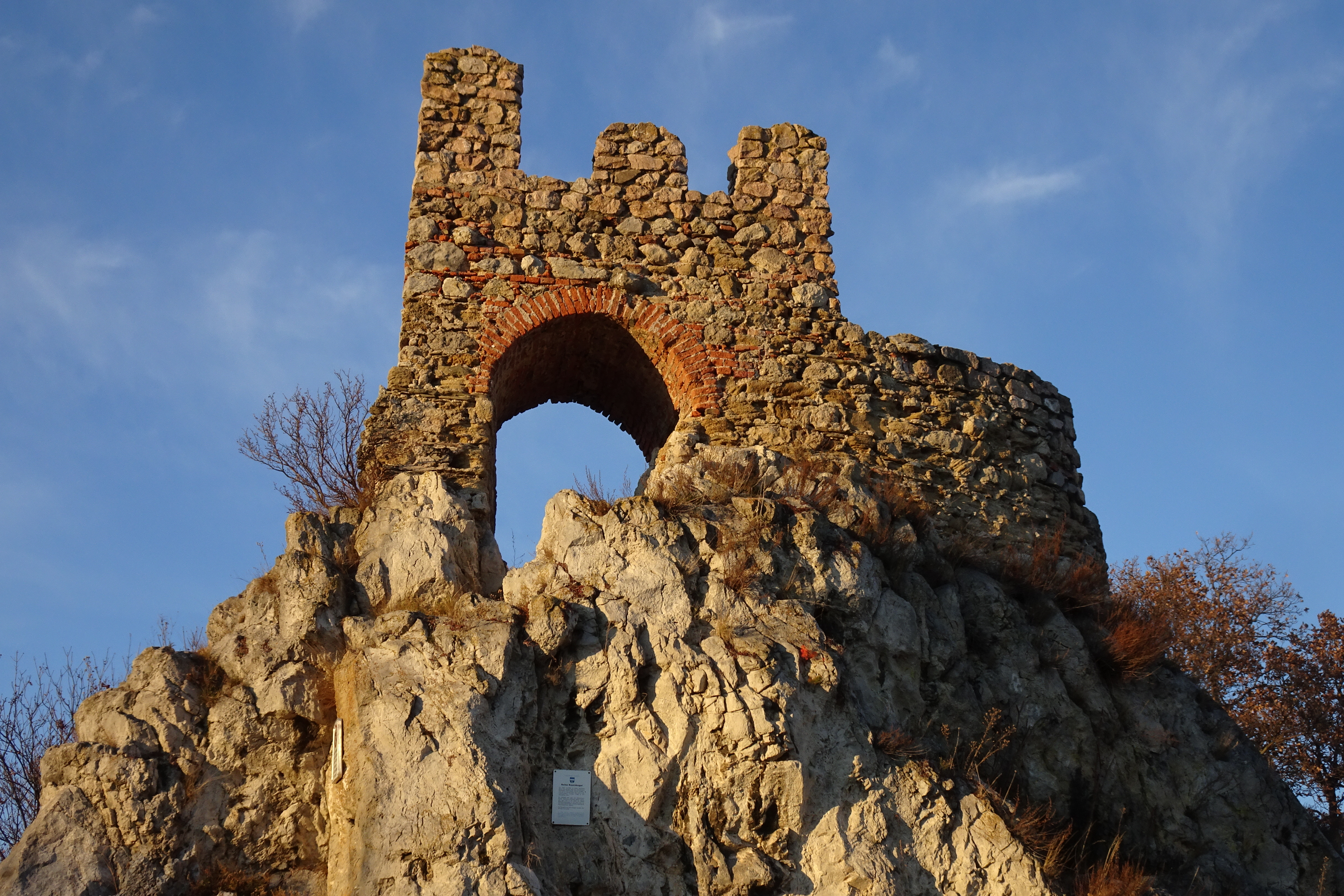
Die Ruine auf dem Rauchkogel
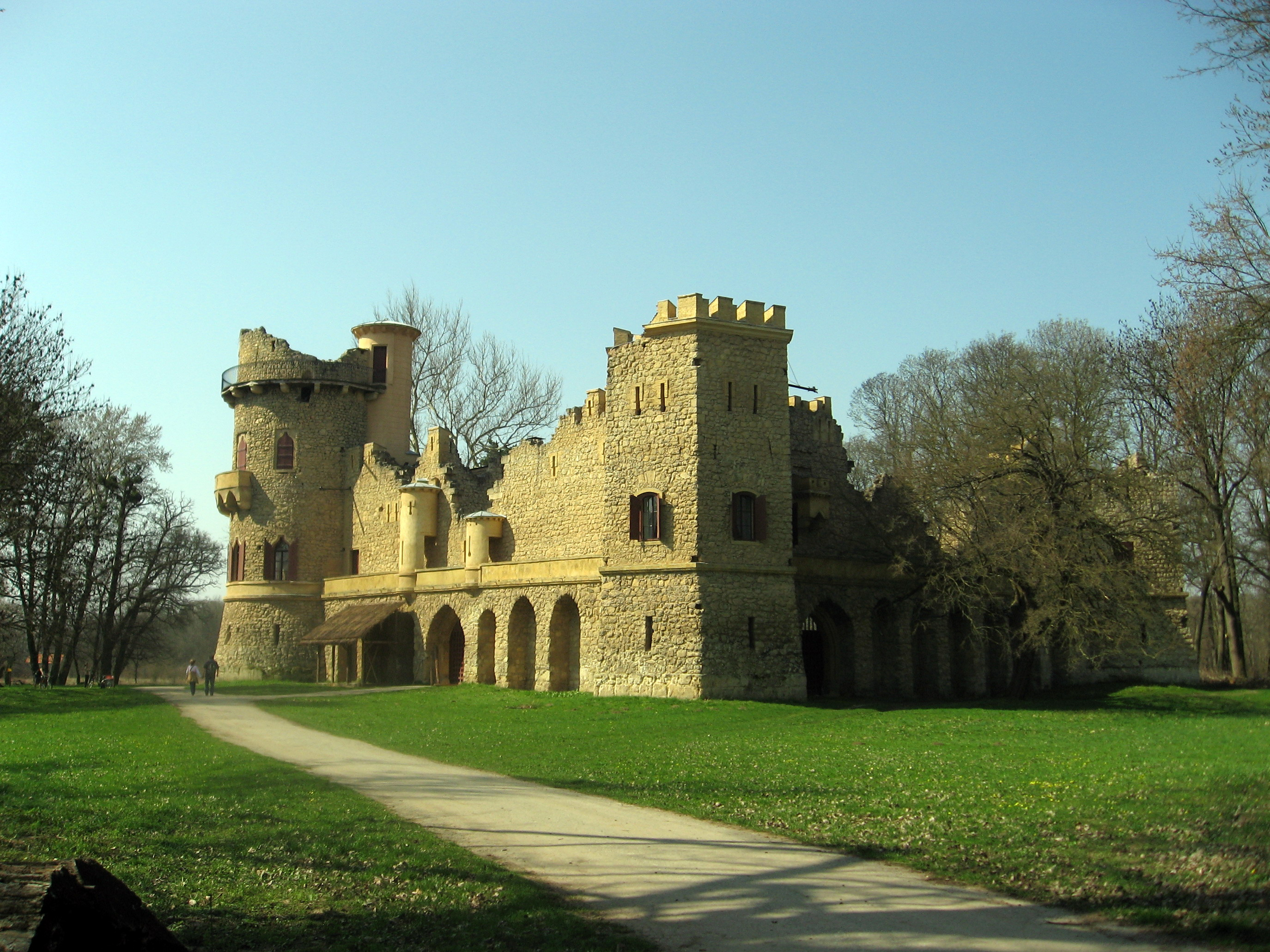
Janův hrad (Hansenburg)

### Grabstätte

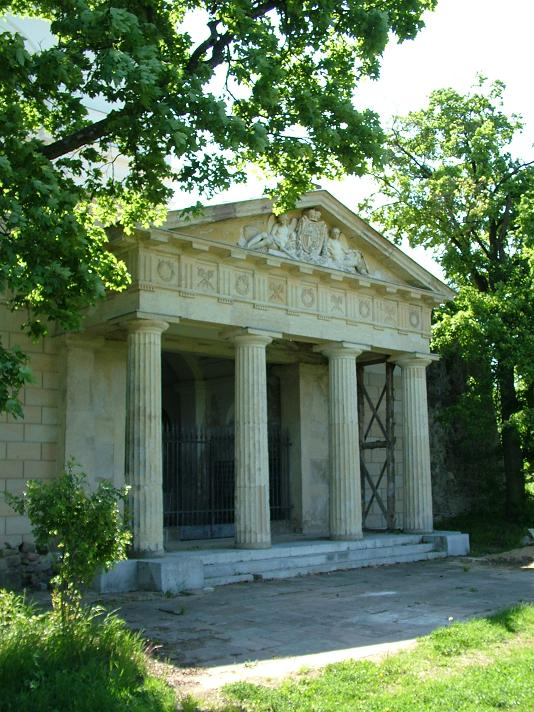
Liechtenstein-Gruft in Wranau

Nach seinem Tod wurde Fürst Johann I. mit militärischen Ehren am 23. April 1836 vom Liechtenstein-Palais in die Michaelerkirche zur Einsegnung gebracht und später nach Wranau überführt. Fürst Johann I. und seine Gattin wurden in der von ihm erbauten Neuen Gruft der liechtensteinischen Familiengruft in Wranau, nördlich von Brünn, beigesetzt.

## Familie
Prinz Johann Josef heiratete am 12. April 1792 in Wien Josefa Sophie Landgräfin zu Fürstenberg-Weitra (* 21. Juni 1776, † 23. Februar 1848). Aus dieser Ehe gingen 13 gemeinsame Kinder hervor:
- Leopoldine Maria Josepha (* 11. September 1793, † 28. Juli 1808); Grabstätte: Wranau
- Fürst Alois II. Josef (* 26. Mai 1796, † 12. November 1858); Grabstätte: Wranau

⚭ 1831 Gräfin Franziska Kinsky von Wchinitz und Tettau; Grabstätte: Wranau
- Sophie Maria Josepha (* 5. September 1798 in Wien, † 17. Juni 1869 ebenda); Grabstätte: Wranau

⚭ 1817 Vinzenz Graf Esterházy Baron zu Galántha († 1835); Fürstin Esterházy war Hofdame von Kaiserin Elisabeth und wurde in den „Sissy“-Filmen verewigt (dargestellt von Helene Lauterböck)
- Marie Josephine (* 11. Jänner 1800 in Wien, † 13. Juni 1884 ebenda); Grabstätte: Ischl
- Franz de Paula Joachim Josef (* 25. Februar 1802 in Wien, † 31. März 1887 ebenda), K.u.K. Feldmarschallleutnant; Grabstätte: Wranau

⚭ 1841 Julia Gräfin Potocki; Urgrosseltern von Fürst Franz Josef II. (1906–1989) und Stammeltern des heutigen Fürstenhauses
- Karl Johann Anton (* 14. Juni 1803 in Wien, † 12. Oktober 1871 in Ischl), 1806–1813 nominell Regent des Fürstentums; Grabstätte: Neulengbach

⚭ 1836 Rosalie Gräfin von Grünne, verwitwete Gräfin von Schönfeld (* 3. März 1805, † 20. April 1841)
- Klothilde (* 19. April 1804, † 27. Jänner 1807 Wien); Grabstätte: Wranau
- Henriette (* 1. April 1806 in Hermanestec, † 15. Juni 1886 in Ischl); Grabstätte: Ischl ?

⚭ 1825 József Graf Hunyady von Kéthely (* 13. Januar 1801 in Wien; † 9. März 1869 ebenda)
- Friedrich (* 21. September 1807, † 1. Mai 1885 in Wien); Grabstätte: Wranau

⚭ 1848 die k.u.k. Kammersängerin Sophie Löwe (* 24. März 1811, † 28. September 1866)
- Eduard Franz Ludwig (* 22. Februar 1809 in Wien, † 27. Juni 1864 in Karlsbad); Grabstätte: Wranau

⚭ 1839 Honoria Gräfin Chonloniewska verw. Kowniacki (* 1. August 1813, † 1. September 1869)
- August (Ludwig) Ignaz (* 22. April 1810 in Wien, † 27. Mai 1884 ebenda); Grabstätte: Wranau;
- Ida Leopoldine Sophie (* 12. September 1811 in Eisgrub, † 27. Juni 1884 in Wien); Grabstätte: Bechyne

⚭ 1832 Karl Fürst Paar (* 1806, † 1881)
- Rudolf (* 5. Oktober 1816 in Wien, † 19. Juni 1848 in Vicenza durch Verwundung)

Als Fürst erwarb Johann I. Josef verschiedene Herrschaften, die er seinen Söhnen als Sekundogenitur- und Tertiogenitur-Fideikomiss stiftete: 1820/21 Herrschaft Deutschlandsberg-Hollenegg (an Prinz Franz de Paula), 1823 Neulengbach (an Prinz Karl Johann) und 1831 Herrschaft Rosegg in Kärnten (an Prinz Friedrich).

## Titel, Anrede, Wappen, Auszeichnungen
Der volle Titel des Fürsten war Fürst von und zu Liechtenstein, Herzog von Troppau und Jägerndorf, Graf zu Rietberg, Regierer des Hauses von und zu Liechtenstein.
Alle Mitglieder des Hauses haben seit kaiserlicher Verleihung des Prädikats vom 3. Juni 1760 die Anrede Durchlaucht (Schriftform: S.D.) und führen das Wappen der Fürstlichen Familie.
1790 erhielt Oberst Prinz Johann Josef von und zu Liechtenstein das Ritterkreuz des Militär-Maria-Theresien-Ordens; 1796 folgte das Kommandeur-Kreuz. Nach der Ernennung zum Feldmarschall-Lieutenant folgte 1799 das Großkreuz.
Fürst Johann I. war seit 12. Februar 1806 der 869. Ritter des Ordens vom Goldenen Vlies, österreichischer Verleihung.

## Rezeption

Jahrgangsabzeichen „Liechtenstein“ der Theresianischen Militärakademie in Wiener Neustadt

Durch die kaiserliche Entschliessung von Franz Joseph I. vom 28. Februar 1863 wurde Johann I. Josef Fürst von und zu Liechtenstein in die Liste der „berühmtesten, zur immerwährenden Nacheiferung würdiger Kriegsfürsten und Feldherren Österreichs“ aufgenommen, zu deren Ehren und Andenken auch eine lebensgrosse Statue in der Feldherrenhalle des damals neu errichteten k.k. Hofwaffenmuseums (heute: Heeresgeschichtliches Museum Wien) errichtet wurde. Die Statue wurde 1866 vom Bildhauer Vincenz Pilz (1816–1896) aus Carrara-Marmor geschaffen, gewidmet wurde sie von Johann II. Fürst von Liechtenstein.

## Namensgeber
Das K.k. Dragonerregiment „Feldmarschalleutnant Johannes Fürst von Liechtenstein“ Nr. 9 trug seinen Namen.
Zum Gedenken wählte der Ausmusterungsjahrgang 2001 der Theresianischen Militärakademie in Wiener Neustadt den Namen „Jahrgang Liechtenstein“.